# Uttersjön
Uttersjön is een meer in de Zweedse provincie Västernorrlands län, gemeente Örnsköldsvik.
Het is een 1,3 km lang meer gelegen in de loop van de Utterån. De naam verwijst naar de in de rivier levende otters.